# Grand Prix Viborg 2015
La 3e édition du Grand Prix Viborg a eu lieu le 1er mai 2015. La course fait partie du calendrier UCI Europe Tour 2015 en catégorie 1.2.
L'épreuve a été remportée par le Norvégien Oscar Landa (Coop-Øster Hus) qui s'impose lors d'un sprint à deux coureurs devant le Néerlandais Bob Schoonbroodt (Parkhotel Valkenburg) tandis que le coéquipier et compatriote de ce dernier, Wim Stroetinga, remporte le sprint d'un peloton d'une vingtaine de coureurs pour la troisième place.

## Présentation
La course est suivie le lendemain du Himmerland Rundt et le surlendemain par Skive-Løbet.

### Équipes
Classé en catégorie 1.2 de l'UCI Europe Tour, le Grand Prix Viborg est par conséquent ouvert aux équipes continentales professionnelles danoises, aux équipes continentales, aux équipes nationales et aux équipes régionales et de clubs.
Trente-deux équipes participent à ce Grand Prix Viborg - treize équipes continentales et dix-neuf équipes régionales et de clubs :
| Équipes continentales    | Équipes continentales | Équipes continentales |
| Nom de l'équipe          | Pays                  | Code                  |
| ------------------------ | --------------------- | --------------------- |
| Almeborg-Bornholm        | Danemark              | ABB                   |
| Alpha Baltic-Maratoni.lv | Lettonie              | ALB                   |
| ColoQuick                | Danemark              | TCQ                   |
| Coop-Øster Hus           | Norvège               | COH                   |
| FixIT.no                 | Norvège               | FIX                   |
| Metec-TKH-Mantel         | Pays-Bas              | MET                   |
| Parkhotel Valkenburg     | Pays-Bas              | PCV                   |
| Rad-net Rose             | Allemagne             | RNR                   |
| Ringeriks-Kraft          | Norvège               | KRA                   |
| Riwal Platform           | Danemark              | RIW                   |
| Sparebanken Sør          | Norvège               | TSS                   |
| Tre Berg-Bianchi         | Suède                 | TTB                   |
| Trefor-Blue Water        | Danemark              | TBW                   |

| Équipes régionales et de clubs | Équipes régionales et de clubs | Équipes régionales et de clubs |
| Nom de l'équipe                | Pays                           | Code                           |
| ------------------------------ | ------------------------------ | ------------------------------ |
| ABC Elite                      | Danemark                       |                                |
| Argon 18 Scandinavia           | Suède                          |                                |
| Asker CK Elite                 | Norvège                        |                                |
| Bliz-Merida                    | Suède                          |                                |
| CK Hymer                       | Suède                          |                                |
| Distrikt Sjælland              | Danemark                       |                                |
| Finnfalz-Rush Racing           | Finlande                       |                                |
| Frederikshøj CC                | Danemark                       |                                |
| Jutlander Bank                 | Danemark                       |                                |
| Kristiansands CK               | Norvège                        |                                |
| Ltech                          | Danemark                       |                                |
| Motala AIF CK                  | Suède                          |                                |
| Odder CK                       | Danemark                       |                                |
| Randers CK 1910                | Danemark                       |                                |
| Soigneur-FBL                   | Danemark                       |                                |
| Trondheim CK                   | Norvège                        |                                |
| Upsala CK                      | Suède                          |                                |
| Webike-CK Aarhus               | Danemark                       |                                |
| WV de IJsselstreek             | Pays-Bas                       |                                |

### Règlement de la course

#### Primes
Les vingt prix sont attribués suivant le barème de l'UCI,. Le total général des prix distribués est de 6 010 €.
| Position | 1er     | 2e      | 3e    | 4e    | 5e    | 6e    | 7e    | 8e    | 9e    | 10e à 20e |
| Prix     | 2 425 € | 1 210 € | 607 € | 305 € | 240 € | 180 € | 180 € | 118 € | 118 € | 57 €      |

## Classements

### Classement final
Le Norvégien Oscar Landa (Coop-Øster Hus) remporte la course en parcourant les 196,5 kilomètres en 4 h 28 min 58 s à la vitesse moyenne de 43,834 km/h. Il s'impose lors d'un sprint à deux coureurs devant le Néerlandais Bob Schoonbroodt (Parkhotel Valkenburg) tandis que le coéquipier et compatriote de ce dernier, Wim Stroetinga, remporte le sprint d'un peloton d'une vingtaine de coureurs pour la troisième place.
| Classement final | Classement final       | Classement final | Classement final     | Classement final   |
|                  | Coureur                | Pays             | Équipe               | Temps              |
| ---------------- | ---------------------- | ---------------- | -------------------- | ------------------ |
| 1er              | Oscar Landa            | Norvège          | Coop-Øster Hus       | en 4 h 28 min 58 s |
| 2e               | Bob Schoonbroodt       | Pays-Bas         | Parkhotel Valkenburg | + 0 s              |
| 3e               | Wim Stroetinga         | Pays-Bas         | Parkhotel Valkenburg | + 8 s              |
| 4e               | Oscar Riesebeek        | Pays-Bas         | Metec-TKH-Mantel     | + 8 s              |
| 5e               | Gustav Höög            | Suède            | Tre Berg-Bianchi     | + 8 s              |
| 6e               | Filip Eidsheim         | Norvège          | FixIT.no             | + 8 s              |
| 7e               | Jesper Odgaard Nielsen | Danemark         | ColoQuick            | + 8 s              |
| 8e               | Michael Olsson         | Suède            | Trefor-Blue Water    | + 8 s              |
| 9e               | Mark Sehested Pedersen | Danemark         | Trefor-Blue Water    | + 8 s              |
| 10e              | Joris Blokker          | Pays-Bas         | Parkhotel Valkenburg | + 8 s              |
| modifier         |                        |                  |                      |                    |

### UCI Europe Tour
Ce Grand Prix Viborg attribue des points pour l'UCI Europe Tour 2015, par équipes seulement aux coureurs des équipes continentales professionnelles et continentales, individuellement à tous les coureurs sauf ceux faisant partie d'une équipe ayant un label WorldTeam.
| Position,          | 1er | 2e | 3e | 4e | 5e | 6e | 7e | 8e |
| Classement général | 40  | 30 | 16 | 12 | 10 | 8  | 6  | 3  |

## Liste des participants
- Liste de départ complète